# Liste antijüdischer Rechtsvorschriften im Deutschen Reich 1933–1945
In der Zeit des Nationalsozialismus wurden im Deutschen Reich zahlreiche antijüdische Rechtsvorschriften erlassen. Nach Außerkraftsetzung der Grundrechte durch die Reichstagsbrandverordnung vom 28. Februar 1933 wurden Teile der jüdischen Bevölkerung bereits ab März 1933 durch Berufsverbote und erste Maßnahmen zur Arisierung ihrer Existenzgrundlage beraubt. Die Einführung des Ariernachweises durch den Erlass des Arierparagraphen am 11. April 1933 führte zur weiteren Ausgrenzung und das Reichsbürgergesetz vom September 1935 zum Entzug der gleichberechtigten Staatsbürgerschaft. Zwei Monate später wurde in der Ersten Verordnung zum Reichsbürgergesetz definiert, wer im Sinne der NS-Rassenideologie juristisch als Jude zu gelten habe. Die jüdische Bevölkerung wurde in den Folgejahren durch eine Vielzahl weiterer Maßnahmen vom öffentlichen Leben ausgegrenzt und gezielt gedemütigt.

## Vorbemerkungen

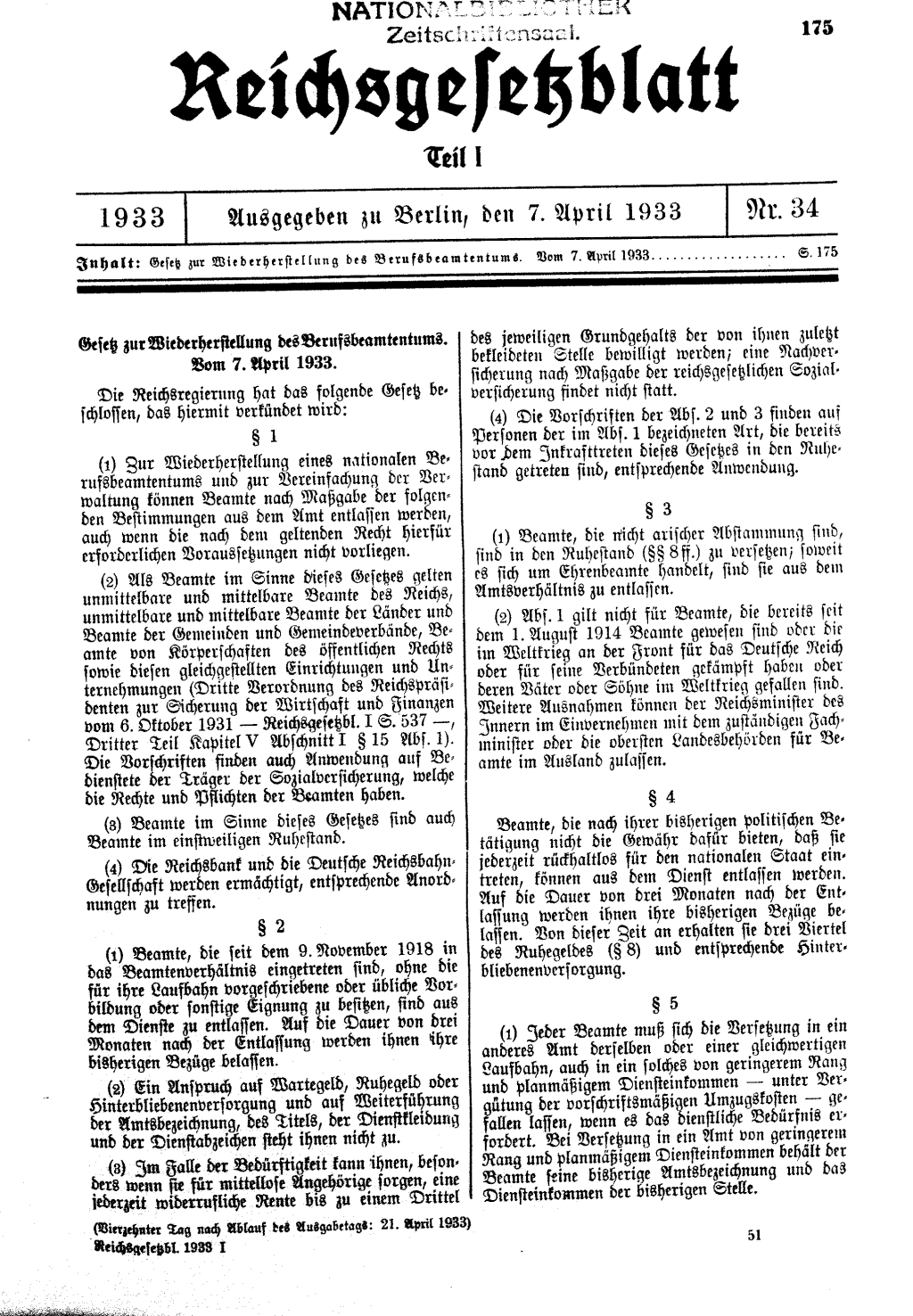
Reichsgesetzblatt vom 7. April 1933: Gesetz zur Wiederherstellung des Berufsbeamtentums

Die rechtlichen Diskriminierungen verfolgten in den Jahren 1933 bis 1940 das Ziel, die jüdische Bevölkerung zur Ausreise aus dem Deutschen Reich zu drängen. Von den 1933 dort wohnhaften etwa 560.000 Jüdinnen und Juden hatte bis Anfang 1939 die Hälfte das Land verlassen. Ab 1941 dienten die Vorschriften und Maßnahmen der Vorbereitung und Durchführung des Holocausts. Der systematischen Deportation und Ermordung fielen zwischen 5,6 und 6,3 Millionen Menschen zum Opfer, darunter etwa 160.000 aus dem Deutschen Reich.
Der Historiker Raul Hilberg beschrieb 2001 das Ziel der „in die Tausende“ gehenden, gegen die Juden gerichteten Gesetze und Verfügungen: „[…] das Judentum vollständig von Deutschland zu trennen, die Juden immer drückenderen Beschränkungen zu unterwerfen und den Bereich der Verbote immer weiter auszudehnen, bis alle Sphären des Lebens davon durchdrungen waren“. Nur in den Jahren 1934, 1936 und 1937 war eine vorübergehende Zurückhaltung zu beobachten. Die „unterschiedlichsten Behörden auf den verschiedensten Verwaltungsebenen“ erließen verschiedenste Gesetze, Verordnungen, Durchführungsverordnungen oder Anordnungen. Gesetze wurden seit dem Ermächtigungsgesetz vom 24. März 1933 von der Reichsregierung erlassen und durften von der Reichsverfassung abweichen, die sich auf ein Gesetz beziehenden Verordnungen erließ in der Regel ein Reichsminister. Der Reichstag spielte bei der Gesetzgebung keine Rolle mehr. Ob allerdings „eine Verfügung ein Gesetz oder eine Verordnung war, hing in den meisten Fällen vom Rang des Unterzeichners ab und nicht von der Bedeutung des Gegenstandes“. Es kam dabei auch zu einer Konkurrenz zwischen Regierungsbehörden wie Ministerien und parteilicher Institutionen wie der SS, als beispielsweise Heinrich Himmler im Dezember 1938 die Einziehung aller Führerscheine und Zulassungspapiere jüdischer Besitzer von Kraftwagen verfügte, ohne dies vorher mit dem Reichsverkehrsministerium koordiniert zu haben. Während des Zweiten Weltkriegs wurden viele der Verfügungen und Maßnahmen nicht mehr von Ministerien, sondern vom zur SS gehörenden Reichssicherheitshauptamt erlassen.
Raul Hilberg macht auch deutlich, dass die Vorschriften und Maßnahmen oft an antijüdische Traditionen des Kanonischen Rechts von der Spätantike bis zum Mittelalter anknüpften und listet zahlreiche Beispiele hierzu auf, etwa das „Blutschutzgesetz“ vom 15. September 1935 oder die „Judenvermögensabgabe“ vom 12. November 1938 als „Sühneleistung“ für die Novemberpogrome.

## Liste antijüdischer Rechtsvorschriften im Deutschen Reich 1933–1945 (Auswahl)
Die folgende Liste enthält eine Auswahl der zahlreich getroffenen antijüdischen Maßnahmen und Vorschriften von signifikanter Tragweite der Auswirkungen und Einschränkungen für die Betroffenen mit dem Ziel, sie zu entrechten, aus der Gesellschaft auszugrenzen und gezielt zu demütigen, darunter insbesondere reichsweit geltende Gesetze und Verordnungen.
| Datum              | Vorschrift, Inhalt, Quellenangabe |
| ------------------ | --- |
| 28. Februar 1933   | Reichstagsbrandverordnung: Außerkraftsetzung der Bürgerrechte Verordnung des Reichspräsidenten zum Schutz von Volk und Staat: Die Reichstagsbrandverordnung setzte die Bürgerrechte außer Kraft und schuf damit die Grundlage für die willkürliche Entrechtung und Diskriminierung unter anderem auch der jüdischen Bevölkerung. „Die Artikel 114, 115, 117, 118, 123, 124 und 153 der Verfassung des Deutschen Reichs werden bis auf weiteres außer Kraft gesetzt. Es sind daher Beschränkungen der persönlichen Freiheit, des Rechts der freien Meinungsäußerung, einschließlich der Pressefreiheit, des Vereins- und Versammlungsrechts, Eingriffe in das Brief-, Post-, Telegraphen- und Fernsprechgeheimnis, Anordnungen von Haussuchungen und von Beschlagnahmen sowie Beschränkungen des Eigentums auch außerhalb der sonst hierfür bestimmten gesetzlichen Grenzen zulässig.“ (RGBl. 1933, I, S. 83) − VO − Reichspräsident |
| 29. März 1933      | Anordnung: Boykottmaßnahmen ab dem 1. April 1933 Aufruf zum planmäßigen Boykott jüdischer Waren, jüdischer Ärzte und jüdischer Rechtsanwälte: „Der Boykott verpflichtet die Parteimitglieder und tritt am 1.4.1933 in Kraft.“ (zitiert nach Walk, S. 6) − AnO – Parteileiter NSDAP |
| 7. April 1933      | Entlassung jüdischer Beamter Gesetz zur Wiederherstellung des Berufsbeamtentums: „§3 (1) Beamte, die nicht arischer Abstammung sind, sind in den Ruhestand zu versetzen; soweit es sich um Ehrenbeamte handelt, sind sie aus dem Amtsverhältnis zu entlassen. (2) Abs. 1 gilt nicht für Beamte, die bereits seit dem 1. August 1914 Beamte gewesen sind oder die im Weltkrieg an der Front für das Deutsche Reich oder für seine Verbündeten gekämpft haben oder deren Väter oder Söhne im Weltkrieg gefallen sind.“ (RGBl 1933, I, S. 175–177) − G − RK, RMI, RMF |
| 7. April 1933      | Kündigungsrecht der Mietverhältnisse entlassener Beamter Gesetz über das Kündigungsrecht der durch das Gesetz zur Wiederherstellung des Berufsbeamtentums betroffenen Personen: „§ 1. (1) Wer nach den Vorschriften des Gesetzes zur Wiederherstellung des Berufsbeamtentums vom 7. April 1933 seine Bezüge ganz oder teilweise verliert, kann ein Mietverhältnis über Räume, die er für sich oder seine Familie gemietet hat, unter Einhaltung der gesetzlichen Frist kündigen. Die Kündigung kann nur für den ersten Termin erfolgen, für den sie zulässig ist.“ (RGBl 1933, I, S. 187) − G − RK, RMJ |
| 7. April 1933      | Rücknahme der Zulassung jüdischer Rechtsanwälte Gesetz über die Zulassung zur Rechtsanwaltschaft: „§ 1 (1) Die Zulassung von Rechtsanwälten, die im Sinne des Gesetzes zur Wiederherstellung des Berufsbeamtentums vom 7. April 1933 (RGBl. I. S. 175) nicht arischer Abstammung sind, kann bis zum 30. September 1933 zurückgenommen werden. (2) Die Vorschrift des Abs. 1 gilt nicht für Rechtsanwälte, die bereits seit dem 1. August 1914 zugelassen sind oder im Weltkrieg an der Front für das Deutsche Reich oder für seine Verbündeten gekämpft haben oder deren Väter oder Söhne im Weltkrieg gefallen sind.“ (RGBl 1933, I, S. 188) − G − RK, RMJ |
| 8. April 1933      | Sportvereine – Ausschluss jüdischer Turner und Sportler „Der Hauptausschuss der Deutschen Turnerschaft beschloss am 8./9.4.1933, den ‚Arierparagraphen‘ einzuführen.“ − „Der Arierparagraph wird bei allen deutschen Sport- und Turnervereinigungen eingeführt. Er findet nicht auf Frontkämpfer oder Hinterbliebene von Gefallenen des Ersten Weltkriegs Anwendung.“ (zitiert nach Walk, S. 18) − Richtl – Reichssportkommissar |
| 11. April 1933     | Rassegesetze – „Arierparagraph“ und „Ariernachweis“ Erste Verordnung zur Durchführung des Gesetzes zur Wiederherstellung des Berufsbeamtentums: Arierparagraph: Einführung des Ariernachweises. „Zu § 3: (1) Als nicht arisch gilt, wer von nicht arischen, insbesondere jüdischen Eltern oder Großeltern abstammt. Es genügt, wenn ein Elternteil oder ein Großelternteil nicht arisch ist. Dies ist insbesondere dann anzunehmen, wenn ein Elternteil oder ein Großelternteil der jüdischen Religion angehört hat. (2) Wenn ein Beamter nicht bereits am 1. August 1914 Beamter gewesen ist, hat er nachzuweisen, daß er arischer Abstammung oder Frontkämpfer, der Sohn oder Vater eines im Weltkrieg Gefallenen ist. Der Nachweis ist durch die Vorlegung von Urkunden (Geburtsurkunde und Heiratsurkunde der Eltern, Militärpapiere) zu erbringen. (3) Ist die arische Abstammung zweifelhaft, so ist ein Gutachten des beim Reichsministerium des Innern bestellten Sachverständigen für Rasseforschung einzuholen.“ (RGBl 1933, I, S. 195) − VO − RMI, RMF |
| 22. April 1933     | Ärzte – Verlust ihrer Zulassung Verordnung über die Zulassung von Ärzten zur Tätigkeit bei den Krankenkassen: Durch die Verordnung wurde den Ärzten, die „sich im kommunistischen Sinne betätigt“ hatten, und allen „nichtarischen“ Ärzten die kassenärztliche Zulassung mit sofortiger Wirkung entzogen. Nichtarische Ärzte konnten jedoch ihre Zulassung behalten, wenn sie bereits vor 1914 tätig gewesen waren oder wenn ihr Vater im Krieg gefallen war. Wer geltend machen konnte, dass sein Vater oder er selbst als Soldat oder im Sanitätsdienst an der Front tätig gewesen war, konnte ebenfalls die kassenärztliche Zulassung behalten oder beantragen (RGBl 1933, I, S. 222) − VO − RAM |
| 25. April 1933     | Schulen – Begrenzung der Zahl jüdischer Schüler Gesetz gegen die Überfüllung deutscher Schulen und Hochschulen: Die Zahl der Neuaufnahmen jüdischer Schüler an höheren Schulen wird auf 1,5 % beschränkt, der Gesamtanteil auf 5 %. Das Gesetz wird rückwirkend auch auf die Schüler angewandt, die nach den Aufnahmeprüfungen im März bereits eingeschult worden waren. Ausgenommen sind Kinder von Frontkämpfern, von ausländischen Staatsbürgern und „jüdische Mischlinge“; sie werden auch nicht in die Gesamtzahl eingerechnet. (RGBl 1933, I, S. 225) − G − RK, RMI |
| 25. April 1933     | Hochschulen – Begrenzung der Zahl jüdischer Studenten Gesetz gegen die Überfüllung deutscher Schulen und Hochschulen: Die Zahl der Neuaufnahmen jüdischer Studenten an allen deutschen Hochschulen wird auf 1,5 % beschränkt, der Gesamtanteil auf 5 %. In einer Verordnung zum Gesetz vom 28. Dezember 1933 wurde mit Wirkung von Januar 1934 allgemeine Richtzahlen für die Zulassung von Studenten fest. Danach wurde die Gesamtzahl der jüdischen Schüler an höheren Schulen pro Jahrgang auf 15.000 begrenzt, davon maximal zehn Prozent Frauen. (RGBl 1933, I, S. 225) − G − RK, RMI |
| 6. Mai 1933        | Berufliche Zulassung von Steuerberatern Gesetz über die Zulassung von Steuerberatern: Personen, die im Sinne des Gesetzes zur Wiederherstellung des Berufsbeamtentums vom 7. April 1933 (Reichsgesetzbl. I S. 175) nichtarischer Abstammung sind, dürfen als Steuerberater nicht allgemein zugelassen werden. Zulassungen, die solchen Personen bereits erteilt wurden, sind zurückzunehmen. (RGBl 1933, I, S. 257) − G − RK, RMI |
| 14. Juli 1933      | Einbürgerungen zwischen 1918 und 1933 – Widerruf Gesetz über den Widerruf von Einbürgerungen und die Aberkennung der deutschen Staatsangehörigkeit: „§1 Einbürgerungen aus der Zeit zwischen dem 9.11.1918 und dem 30.1.1933 können als unerwünscht widerrufen werden.“ (RGBl 1933, I, S. 480) − G – F (Führer), RK, RMI, RMF, RAM – Das Gesetz wurde insbesondere auf Juden aus Osteuropa angewandt. (zitiert nach Walk, S. 36) |
| 22. September 1933 | Kultur – Auftrittsverbot jüdischer Künstler Reichskulturkammergesetz: Die neu gegründete „Reichskulturkammer“ dient der Gleichschaltung von Kunst und Kultur im weitesten Sinne. Voraussetzung für die Mitgliedschaft ist der Ariernachweis; die Nichtmitgliedschaft bedeutet gleichsam ein öffentliches Arbeits- und Auftrittsverbot in den Bereichen Literatur, Presse, Theater, Musik und bildender Kunst. (RGBl 1933, I, S. 661) − G − RK, RMfProp |
| 29. September 1933 | Ausschluss von Juden aus dem Bauernstand Reichserbhofgesetz: „Die Reichsregierung will unter Sicherung alter deutscher Erbsitte das Bauerntum als Blutquelle des deutschen Volkes erhalten. Die Bauernhöfe sollen vor Überschuldung und Zersplitterung im Erbgang geschützt werden, damit sie dauernd als Erbe der Sippe in der Hand freier Bauern bleiben. (…) Bauer kann nur sein, wer deutscher Staatsbürger, deutschen oder stammesgleichen Blutes und ehrbar ist.“ − (RGBl 1933, I, S. 685–692) − G − RK, RMJ, RMfLand |
| 4. Oktober 1933    | Presse – Ausschluss jüdischer Journalisten Schriftleitergesetz: Das Gesetz schuf die rechtliche Grundlage für die Kontrolle der Presseinhalte und regelte die persönlichen und politischen Voraussetzungen zur Ausübung des Berufs des Schriftleiters. Viele Zeitungen mussten ihr Erscheinen einstellen, etwa 1.300 Journalisten verloren ihre Arbeit. „§3 (5) Schriftleiter kann nur sein, wer arischer Abstammung und nicht mit einer Person nichtarrischer Abstammung verheiratet ist.“ (zitiert nach Walk, S. 55) − G − RK, RMfProp |
| 15. Dezember 1933  | Hochschulen – Ausschluss von Prüfungen In Preußen werden nichtarische Studierende bis auf Ausnahmen von akademischen Prüfungen ausgeschlossen. (Walk, S. 64) − Erl – PrMWiss (Preußisches Ministerium für Wissenschaft, Kunst und Volksbildung) [Länderebene] |
| 19. Dezember 1933  | Hochschulen – Ausschluss vom Lehramtsstudium In Preußen wird der Ariernachweis Voraussetzung für das Lehramtsstudium. „Kandidaten für die Aufnahme in die Hochschulen für Lehrerbildung müssen den Nachweis ihrer arischen Abstammung erbringen.“ (zitiert nach Walk, S. 65) −Erl – PrMWiss (Preußisches Ministerium für Wissenschaft, Kunst und Volksbildung) [Länderebene] |
| 20. Januar 1934    | „Gesetz zur Ordnung der nationalen Arbeit“ – Ausschluss von Juden aus betrieblichen Führungspositionen und als Vertrauensleute Gesetz zur Ordnung der nationalen Arbeit: Das Gesetz regelte den äußeren Aufbau der Betriebe und führte in der Wirtschaft das Führerprinzip ein. „Im Betriebe arbeiten der Unternehmer als Führer des Betriebes, die Angestellten und Arbeiter als Gefolgschaft gemeinsam zur Förderung der Betriebszwecke und zum gemeinsamen Nutzen von Volk und Staat.“ (RGBl 1934, I, S. 45–56) − „Vertrauensleute müssen Mitglieder der Deutschen Arbeitfront sein. Juden können nicht gehobene Stellungen in der Deutschen Arbeitsfront bekleiden.“ (zitiert nach Walk, S. 69) −G − RK, RAM, RWM, RMJ, RMF, RMI |
| 18. Mai 1934       | „Reichsfluchtsteuer“ – Enteignung jüdischer Emigranten Gesetz über Änderung der Vorschriften über die Reichsfluchtsteuer: Teilenteignung der jüdischen Emigranten, die sich wegen des Verfolgungsdrucks zur Flucht aus ihrem Heimatland entschlossen hatten. − (RGBl 1934, I, S. 392 f.) − „Die Freigrenze in vermögensrechtlicher Hinsicht wird von 200.000 RM auf 50.000 herabgesetzt. (Dadurch ist der Kreis der Reichsfluchtsteuerpflichtigen wesentlich erweitert.)“ (zitiert nach Walk, S. 81) − G − RK, RMF |
| 13. Dezember 1934  | Habilitationen nur mit Ariernachweis Reichshabilitationsordnung in Preußen: „Zum Antrag für die Zulassung zur Habilitation ist ein Fragebogen über die arische Abstammung des Bewerbers und seiner Ehefrau auszufüllen. Als Dozenten werden nur Personen zugelassen, die Beamte werden können.“ (zitiert nach Walk, S. 99) − – PrMWiss (Preußisches Ministerium für Wissenschaft, Kunst und Volksbildung) [Länderebene] |
| 21. Mai 1935       | Wehrdienst – Ausschluss jüdischer Rekruten Wehrgesetz: Für den aktiven Wehrdienst bildet arische Abstammung eine Voraussetzung. Ob Ausnahmen zugelassen werden können, bestimmt ein Prüfungsausschuss nach noch zu erlassenden Richtlinien. Nur Arier können Vorgesetzte in der Wehrmacht sein. (zitiert nach Walk, S. 115 f.) − G – F (Führer), RK, RWehrM, RMI |
| 26. Juni 1935      | Reichsarbeitsdienst – Ausschluss jüdischer Dienstpflichtiger Gesetz für den Reichsarbeitsdienst: Das Gesetz für den Reichsarbeitsdienst wurde am 26. Juni 1935 erlassen. § 1 (2) lautete: „Alle jungen Deutschen beiderlei Geschlechts sind verpflichtet, ihrem Volk im Reichsarbeitsdienst zu dienen.“ § 3 (1) lautete: „Der Führer und Reichskanzler bestimmt die Zahl der jährlich einzuberufenden Dienstpflichtigen und setzt die Dauer der Dienstzeit fest.“ Zunächst wurden junge Männer (vor ihrem Wehrdienst) für sechs Monate zum Arbeitsdienst einberufen. Vom Beginn des Zweiten Weltkrieges an wurde der Reichsarbeitsdienst auf die weibliche Jugend ausgedehnt. „§ 7. (1) Zum Reichsarbeitsdienst kann nicht zugelassen werden, wer nichtarischer Abstammung ist oder mit einer Person nichtarischer Abstammung verheiratet ist.“ (RGBl 1935, I, S. 769 ff.) − G – F (Führer), RK, RMI |
| 6. Juli 1935       | Aufnahmestopp jüdischer Studenten an allen Hochschulen Aufnahmebestimmungen für die Reichsschaft der Studierenden an den deutschen Hoch- und Fachschulen: „Für die Aufnahme in der ‚Reichsschaft‘ der Studierenden an den deutschen Hoch- und Fachschulen ist die arische Abstammung Bedingung“ (zitiert nach Walk, S. 120) − RdErl − RMWiss |
| 22. Juli 1935      | Ausschluss jüdischer Studenten von Examina beim Jurastudium Juristenausbildungsordnung: „Bei der Meldung zur ersten juristischen Staatsprüfung haben die Bewerber die vorgeschriebene Erklärung über ihre arische Abstammung und über die ihrer Ehefrau vorzulegen.“ (RGBl 1934, I, S. 272–736) − G − RMJ |
| 15. September 1935 | Rassegesetze – Reichsbürger und Staatsangehörige Nürnberger Gesetze – Reichsbürgergesetz: „§ 1 (1) Staatsangehöriger ist, wer dem Schutzverband des Deutschen Reiches angehört und ihm dafür besonders verpflichtet ist. (2) Die Staatsangehörigkeit wird nach den Vorschriften des Reichs- und Staatsangehörigkeitsgesetzes erworben. § 2 (1) Reichsbürger ist nur der Staatsangehörige deutschen oder artverwandten Blutes, der durch sein Verhalten beweist, daß er gewillt und geeignet ist, in Treue dem Deutschen Volk und Reich zu dienen. (2) Das Reichsbürgerrecht wird durch Verleihung des Reichsbürgerbriefes erworben. (3) Der Reichsbürger ist der alleinige Träger der vollen politischen Rechte nach Maßgabe der Gesetze.“ (RGBl. 1935 I, S. 1146) − G – F (Führer), RK, RMI, RMJ |
| 15. September 1935 | Rassegesetze – „Blutschutzgesetz“ Nürnberger Gesetze – Gesetz zum Schutze des deutschen Blutes und der deutschen Ehre: „§ 1 (1) Eheschließungen zwischen Juden und Staatsangehörigen deutschen oder artverwandten Blutes sind verboten. Trotzdem geschlossene Ehen sind nichtig, auch wenn sie zur Umgehung dieses Gesetzes im Ausland geschlossen sind.[…] § 2 Außerehelicher Verkehr zwischen Juden und Staatsangehörigen deutschen oder artverwandten Blutes ist verboten. § 3 Juden dürfen weibliche Staatsangehörige deutschen oder artverwandten Blutes unter 45 Jahren in ihrem Haushalt nicht beschäftigen. § 4 (1) Juden ist das Hissen der Reichs- und Nationalflagge und das Zeigen der Reichsfarben verboten. (2) Dagegen ist ihnen das Zeigen der jüdischen Farben gestattet. Die Ausübung dieser Befugnis steht unter staatlichem Schutz.“ (RGBl. 1935 I, S. 1146 f.) − G – F (Führer), RK, RMI |
| 14. November 1935  | Erste Verordnung zum Reichsbürgergesetz – Definition und Einstufung „Jude“ Erste Verordnung zum Reichsbürgergesetz: „§ 4 (1) Ein Jude kann nicht Reichsbürger sein. Ihm steht ein Stimmrecht in politischen Angelegenheiten nicht zu; er kann ein öffentliches Amt nicht bekleiden. (…) § 5 (1) Jude ist, wer von mindestens drei der Rasse nach volljüdischen Großeltern abstammt. § 2 Abs. 2 Satz 2 findet Anwendung. (2) Als Jude gilt auch der von zwei volljüdischen Großeltern abstammende staatsangehörige jüdische Mischling a) der beim Erlaß des Gesetzes der jüdischen Religionsgemeinschaft angehört hat oder danach in sie aufgenommen wird, b) der beim Erlaß des Gesetzes mit einem Juden verheiratet war oder sich danach mit einem solchen verheiratet (…).“ (RGBl. 1935 I S. 1333f.) − „Juden (d.h. wer von mindestens 3 der Rasse nach volljüdischen Großeltern abstammt, wobei als volljüdisch gilt, wer der jüdischen Religionsgemeinschaft angehört, oder Mischlinge mit 2 volljüdischen Großeltern, wenn der Mischling beim Erlass des Gesetzes der jüdischen Religionsgemeinschaft angehört, ihr später beitritt oder beim Erlass des Gesetzes mit einem Juden verheiratet, sowie nach dem 31.6.36 geborene außereheliche Nachkommen von Juden) können nicht Reichsbürger sein, haben kein politisches Stimmrecht und können kein öffentliches Amt bekleiden.“ (zitiert nach Walk, S. 139) − VO – F (Führer), RK, RMI, StdF (Stellvertreter des Führers) |
| 5. November 1937   | Erbrecht Gesetz über erbrechtliche Beschränkungen wegen gemeinschaftswidrigen Verhaltens: „Erben eines deutschen Staatsangehörigen, die ihre Staatsangehörigkeit verloren haben, können ihr Erbe nicht antreten. Schenkungen an solche Personen sind verboten. Dem Erben eines deutschblütigen Erblassers wird der Pflichtanteil entzogen, wenn er nach dem 16. September 1935 eine Mischehe eingegangen ist.“ G – F (Führer), RK, RMJ (Walk, S. 205) |
| 26. April 1938     | Anmeldung des Vermögens von Juden Verordnung über die Anmeldung des Vermögens von Juden: „Jeder Jude – und auch der nichtjüdische Ehegatte eines Juden – hat sein gesamtes in- und ausländisches Vermögen anzumelden und zu bewerten.“ VO – Beauftragter für den Vierjahresplan, RMI (Walk, S. 223) |
| 23. Juli 1938      | Kennkarte – Kennzeichnung „J“ Bekanntmachung über den Kennkartenzwang: Die Kennkarte wurde als „allgemeiner polizeilicher Inlandsausweis“ neu eingeführt. Juden sollten bis zum 31. Dezember 1938 eine Kennkarte beantragen, diese wurde mit einem „J“ gekennzeichnet. Bekanntmachung − RMI (Walk, S. 233) |
| 25. Juli 1938      | Ärzte – Erlöschen der Approbation Vierte Verordnung zum Reichsbürgergesetz: „§ 1 Bestallungen (Approbationen) jüdischer Ärzte erlöschen am 30. September 1938. § 2 Der Reichsminister des Innern oder die von ihm ermächtigte Stelle kann auf Vorschlag der Reichsärztekammer Ärzten, deren Bestallung auf Grund des § 1 erloschen ist, die Ausübung des Ärzteberufes widerruflich gestatten. Die Genehmigung kann unter Auflagen erteilt werden. § 3 (1) Juden, deren Bestallung (Approbation) erloschen und denen eine Genehmigung nach § 2 nicht erteilt ist, ist es verboten, die Heilkunde auszuüben, (2) Ein Jude, dem eine Genehmigung nach § 2 erteilt ist, darf, abgesehen von seiner Frau und seinen ehelichen Kindern, nur Juden behandeln.“ − (RGBl. 1935 I, S. 1146) − VO − F (Führer), RK, RMI, StdF (Stellvertreter des Führers, RMJ, RMF |
| 27. Juli 1938      | Umbenennung von nach jüdischen Personen benannten Straßennamen Jüdische Straßennamen: „Soweit dies noch nicht geschehen ist, sind sämtliche nach Juden und jüdischen Mischlingen ersten Grades benannten Straßen oder Straßenteile unverzüglich umzubenennen.“ (zitiert nach Walk, S. 235) − RdErl − RMI Mit der Umbenennung sollte „der Beitrag, den Juden zur Entwicklung des gesellschaftlichen, künstlerischen und wissenschaftlichen Lebens in Deutschland geleistet haben, negiert und aus dem kollektiven Gedächtnis der Deutschen getilgt werden“. |
| 17. August 1938    | Vornamen „Israel“ und „Sara“ Zweite Verordnung zur Durchführung des Gesetzes über die Änderung von Familiennamen: Juden müssen ab dem 1. Januar 1939 die zusätzlichen Vornamen „Israel“ bzw. „Sara“ tragen und dies dem zuständigen Standesamt und der Ortspolizei mitteilen. Die Namensänderungen wurden auf standesamtlichen Urkunden durch einen Stempel hinzugefügt. VO − RMI, RMJ (Walk, S. 237) |
| 5. Oktober 1938    | Reisepässe – Kennzeichnung „J“ Verordnung über Reisepässe von Juden: Alle deutschen Reisepässe, deren Inhaber Juden sind, werden ungültig. Die früher ausgestellten Reisepässe sollen abgeliefert werden. Auslandspässe werden wieder gültig, nachdem sie mit einem „J“ versehen worden sind. VO − RMI (Walk, S. 244) |
| 12. November 1938  | „Sühneleistung“ für das Novemberpogrom Verordnung über eine Sühneleistung der Juden deutscher Staatsangehörigkeit – Judenvermögensabgabe: Kontributionszahlung von einer Milliarde Reichsmark (RM) als „Sühneleistung“ für „die feindliche Haltung des Judentums gegenüber dem deutschen Volk“. VO – Beauftragter für den Vierjahresplan (Walk, S. 255) |
| 12. November 1938  | Schadensersatz für das Novemberpogrom Verordnung zur Wiederherstellung des Straßenbildes bei jüdischen Gewerbebetrieben: Jüdische Inhaber oder Gewerbetreibende haben alle am 9. und 10. November „durch die Empörung des Volkes über die Hetze des internationalen Judentums“ an Gewerbebetrieben und Wohnungen angerichteten Schäden sofort zu beseitigen und die Kosten für die Wiederherstellung selbst zu tragen. VO – Beauftragter für den Vierjahresplan (Walk, S. 254) |
| 12. November 1938  | Gewerbeverbot Verordnung zur Ausschaltung der Juden aus dem deutschen Wirtschaftsleben: §1 (1) Juden (§ 5 der Ersten Verordnung zum Reichsbürgergesetz vom 14. November 1935 – Reichsgesetzbl. I S. 1333) ist vom 1. Januar 1939 ab der Betrieb von Einzelhandelsverkaufsstellen, Versandgeschäften oder Bestellkontoren sowie der selbständige Betrieb eines Handwerks untersagt. (2) Ferner ist ihnen mit Wirkung vom gleichen Tage verboten, auf Märkten aller Art, Messen oder Ausstellungen Waren oder gewerbliche Leistungen anzubieten, dafür zu werben oder Bestellungen darauf anzunehmen. (3) Jüdische Gewerbebetriebe (Dritte Verordnung zum Reichsbürgergesetz vom 14. Juni 1938 – Reichsgesetzbl. I S. 627), die entgegen diesem Verbot geführt werden, sind polizeilich zu schließen. §2 (1) Ein Jude kann vom 1. Januar 1939 ab nicht mehr Betriebsführer im Sinne des Gesetzes zur Ordnung der nationalen Arbeit vom 20. Januar 1934 (Reichsgesetzbl. I S. 45) sein. (2) Ist ein Jude als leitender Angestellter in einem Wirtschaftsunternehmen tätig, so kann ihm mit einer Frist von sechs Wochen gekündigt werden. Mit Ablauf der Kündigungsfrist erlöschen alle Ansprüche des Dienstverpflichteten aus dem gekündigten Vertrage, insbesondere auch Ansprüche auf Versorgungsbezüge und Abfindungen. §3 (1) Ein Jude kann nicht Mitglied einer Genossenschaft sein. (2) Jüdische Mitglieder von Genossenschaften scheiden zum 31. Dezember 1938 aus. Eine besondere Kündigung ist nicht erforderlich. (RGBl. 1938 I, S. 1580) − VO – Beauftragter für den Vierjahresplan                         |
| 15. November 1938  | Schulen – Ausschluss jüdischer Schüler Schulunterricht an Juden: „Nach der ruchlosen Mordtat von Paris kann es keinem deutschen Lehrer und keiner deutschen Lehrerin mehr zugemutet werden, an jüdische Schulkinder Unterricht zu erteilen. Auch versteht es sich von selbst, daß es für deutsche Schüler und Schülerinnen unerträglich ist, mit Juden in einem Klassenraum zu sitzen. Die Rassentrennung im Schulwesen ist zwar in den letzten Jahren im allgemeinen bereits durchgeführt, doch ist ein Restbestand jüdischer Schüler auf den deutschen Schulen übriggeblieben, dem der gemeinsame Schulbesuch mit deutschen Jungen und Mädeln nunmehr nicht weiter gestattet werden kann. Vorbehaltlich weiterer gesetzlicher Regelung ordne ich daher mit sofortiger Wirkung an: 1. Juden ist der Besuch deutscher Schulen nicht gestattet. Sie dürfen nur jüdische Schulen besuchen. Soweit es noch nicht geschehen sein sollte, sind alle zur Zeit eine deutsche Schule besuchenden jüdischen Schüler und Schülerinnen sofort zu entlassen.“ (siehe hierzu Walk, S. 256) − RdErl − RMWiss |
| 28. November 1938  | Verbot des Aufenthalts im öffentlichen Raum an bestimmten Tagen Polizeiverordnung über das Auftreten der Juden in der Öffentlichkeit: „Polizeiverordnung zur Ermächtigung der Lokalbehörden, Juden an bestimmten Tagen (d.h. an Nazifeiertagen) von den Straßen zu verbannen“. − „§ 1. Die Regierungspräsidenten in Preußen, Bayern und in den sudetendeutschen Gebieten, die ihnen gleichstehenden Behörden in den übrigen Ländern des Altreichs, die Landeshauptmänner (der Bürgermeister in Wien) im Lande Österreich und der Reichskommissar für das Saarland können Juden deutscher Staatsangehörigkeit und staatenlosen Juden (§ 5 der Ersten Verordnung zum Reichsbürgergesetz vom 14. November 1935 - RGBl. I. S. 1333) räumliche und zeitliche Beschränkungen des Inhalts auferlegen, daß sie bestimmte Bezirke nicht betreten oder sich zu bestimmten Zeiten in der Öffentlichkeit nicht zeigen dürfen.“ (RGBl I, S. 1676) − VO − RMI (Walk, S. 260) |
| 29. November 1938  | Brieftauben – Verbot Juden dürfen keine Brieftauben mehr halten. VO − RMI (Walk, S. 261) |
| 3. Dezember 1938   | Zwangsverkauf Gewerbebetriebe Verordnung über den Einsatz des jüdischen Vermögens: Juden wurde auferlegt, ihre Gewerbebetriebe zu verkaufen oder abzuwickeln, ihren Grundbesitz zu veräußern und ihre Wertpapiere bei einer Devisenbank zu hinterlegen. Außerdem durften sie Juwelen, Edelmetalle und Kunstgegenstände nicht mehr frei veräußern. VO − RWM, RMI (Walk, S. 262) |
| 3. Dezember 1938   | Kraftfahrzeuge – Einzug Kfz-Papiere und Führerscheine Einziehung der Führerscheine und Zulassungspapiere der Juden: „Die Führerscheine und Kraftwagenzulassungsbescheinigungen der Juden werden für ungültig erklärt und ihre Ablieferung angeordnet.“ (zitiert nach Walk, S. 262) − Erl – Reichsführer der SS und Chef der Deutschen Polizei Heinrich Himmler Himmler war für die Einziehung der Kfz-Papiere und Führerscheine eigentlich nicht zuständig, die Rechtsgültigkeit des Erlasses bei den nachgeordneten Behörden deshalb umstritten, kam aber dennoch teilweise zur Anwendung. Am 22. Februar 1939 erfolgte ein entsprechender Erlass des Reichsverkehrsministeriums: „Führerscheine und Kraftfahrzeugscheine, die für Juden ausgestellt sind, sind sofort einzuziehen.“ (zitiert nach Walk, S. 283) |
| 28. Dezember 1938  | Schreiben Görings an die Reichsminister – Mietverhältnisse, Schlaf- und Speisewagenverbot u. a. „Der Führer hat auf meinen Vortrag folgende Entscheidungen in der Judenfrage getroffen: (…) 1a) Der Mieterschutz für Juden ist generell nicht aufzuheben. Dagegen ist es erwünscht, in Einzelfällen nach Möglichkeit so zu verfahren, daß Juden in einem Haus zusammengelegt werden, soweit die Mietverhältnisse dies gestatten. 1b) Aus diesem Grunde ist die Arisierung des Hausbesitzes an das Ende der Gesamtarisierung zu stellen, d. h. es soll vorläufig nur dort der Hausbesitz arisiert werden, wo in Einzelfällen zwingende Gründe dafür vorliegen. Vordringlich ist die Arisierung der Betriebe und Geschäfte, des landwirtschaftlichen Grundbesitzes, der Forsten u. a. 2.) Die Benutzung von Schlafwagen und Speisewagen ist Juden zu untersagen. Andererseits sollen keine besonderen Judenabteile bereitgestellt werden. Ebensowenig darf ein Verbot für die Benutzung von Eisenbahnen, Straßenbahnen, Vorort-, Stadt- und Untergrundbahnen, Omnibussen und Schiffen ausgesprochen werden. 3.) Der Judenbann soll nur für gewisse, der Öffentlichkeit zugängliche Einrichtungen usw. ausgesprochen werden. Dazu gehören solche Hotels und Gaststätten, in denen vor allem die Parteigenossenschaft verkehrt. (...) Ferner kann der Judenbann für Badeanstalten, gewisse öffentliche Plätze, Badeorte usw. ausgesprochen werden.“ – Beauftragter für den Vierjahresplan Hermann Göring Die von Göring angeordneten Maßnahmen wurden durch weitere Rechtsverordnungen in den kommenden Monaten wirksam. |
| 17. Januar 1939    | Berufsverbot für Zahnärzte, Tierärzte und Apotheker Achte Verordnung zum Reichsbürgergesetz: Jüdischen Zahnärzten, Tierärzten und Apothekern wird zum 31. Januar 1939 die Approbation entzogen. |
| 23. Februar 1939   | Schlaf- und Speisewagenverbot Ein Verbot der Benutzung von Schlaf- und Speisewagen für Juden wurde am 23. Februar 1939 von Reichsverkehrsminister Julius Dorpmüller in Kraft gesetzt. Das Verbot ging auf eine Anregung von Joseph Goebbels zurück, die Göring nach Entscheidung des „Führers“ modifiziert in einer als „geheim“ gekennzeichneten „Richtlinie“ am 28. Dezember 1938 niederlegte. |
| 30. April 1939     | Mietverhältnisse – Beschränkung und Aufhebung Gesetz über Mietverhältnisse mit Juden: Mietverhältnisse zwischen nichtjüdischen Vermietern und jüdischen Mietern konnten aufgelöst werden, jüdische Mieter dafür zwangsweise in Judenhäusern untergebracht werden. G – F (Führer), RK, RMJ, RAM, StdF (Stellvertreter des Führers), RMI, (Walk, S. 292) |
| 4. Juli 1939       | Zehnte Verordnung zum Reichsbürgergesetz – Reichsvereinigung der Juden in Deutschland Zehnte Verordnung zum Reichsbürgergesetz: „§ 1 (1) Die Juden werden in einer Reichsvereinigung zusammengeschlossen. (2) Die Reichsvereinigung ist ein rechtsfähiger Verein. Sie führt den Namen "Reichsvereinigung der Juden in Deutschland" und hat ihren Sitz in Berlin. (3) Die Reichsvereinigungen (sic) bedient sich als örtlicher Zweigstellen der jüdischen Kulturvereinigungen. § 2. (1) Die Reichsvereinigung hat den Zweck, die Auswanderung der Juden zu fördern. (2) Die Reichsvereinigung ist außerdem 1. Träger des jüdischen Schulwesens, 2. Träger der freien jüdischen Wohlfahrtspflege. (3) Der Reichsminister des Innern kann der Reichsvereinigung weitere Aufgaben übertragen. § 3. (1) Der Reichsvereinigung gehören alle staatsangehörigen und staatenlosen Juden an, die ihren Wohnsitz oder gewöhnlichen Aufenthalt im Reichsgebiet haben.“ (RGBl. 1939 I, S. 1097 f.) − VO − RMI, StdF (Stellvertreter des Führers), RMWiss, RMfkirchA |
| 20. September 1939 | Radioapparate – Verbot Juden wird der Besitz von Radioapparaten verboten; sie müssen ihre Radios abliefern. DurchfgB − RSHA (Walk, S. 305) |
| 4. Mai 1940        | Ausgangssperren Ausgangssperre für Juden von 20 bis 6 Uhr (Winter) bzw. 21 bis 5 Uhr (Sommer). Erl − RSHA (Walk, S. 320) |
| 29. Juli 1940      | Telefonanschlüsse – Kündigung Juden werden die Telefonanschlüsse zum 30. September 1940 gekündigt. RdErl − RPM (Walk, S. 326) |
| 2. August 1941     | Öffentliche Büchereien – Verbot Benutzung von Leihbüchereien durch Juden: Juden dürfen die allgemeinen Leihbibliotheken nicht benutzen. Bekanntmachung – Präsident Reichsschrifttumskammer (Walk, S. 345) |
| 1. September 1941  | Judenstern – Kennzeichnungspflicht Polizeiverordnung über die Kennzeichnung der Juden: Juden vom vollendeten sechsten Lebensjahr an wurden ab dem 15. September 1941 verpflichtet, einen gelben Judenstern „sichtbar auf der linken Brustseite des Kleidungsstückes in Herznähe fest aufgenäht zu tragen“. Nur „Mischlinge“ und jüdische Partner in „privilegierten Mischehen“ sind davon ausgenommen. Juden dürfen keine Orden und Ehrenzeichen mehr tragen und den Wohnort nicht mehr ohne schriftliche polizeiliche Genehmigung verlassen. VO − RMI (Walk, S. 347) |
| 23. Oktober 1941   | Auswanderungs- (und damit ohne gesonderte Erwähnung verbunden: Ausreise-) verbot Verbot der Auswanderung von Juden: „Die Auswanderung von Juden aus Deutschland ist ausnahmslos für die Dauer des Krieges verboten.“ Erl − RSHA (Walk, S. 353) |
| 24. Oktober 1941   | Freundschaftliche Beziehungen zu „deutschblütigen Personen“ – Verbot Verhalten Deutschblütiger gegenüber Juden: „Deutschblütige Personen, die in der Öffentlichkeit freundschaftliche Beziehungen zu Juden zeigen, sind aus erzieherischen Gründen vorübergehend in Schutzhaft zu nehmen. bzw. in schwerwiegenden Fällen bis zur Dauer von drei Monaten in ein Konzentrationslager, Stufe I, einzuweisen. Der jüdische Teil ist in jedem Falle bis auf weiteres unter Einweisung in ein Konzentrationslager in Schutzhaft zu nehmen.“ RdErl − RSHA (Walk, S. 353) |
| 25. November 1941  | Aberkennung Staatsbürgerschaft und Enteignung Elfte Verordnung zum Reichsbürgergesetz: Aberkennung der Staatsbürgerschaft und Enteignung: „Mit der Verlegung des gewöhnlichen Aufenthalts ins Ausland“ verlieren Juden die Staatsangehörigkeit. „Das Vermögen des Juden, der die deutsche Staatsangehörigkeit auf Grund dieser Verordnung verliert, verfällt mit dem Verlust der Staatsangehörigkeit dem Reich. […] Das verfallene Vermögen soll zur Förderung aller mit der Lösung der Judenfrage im Zusammenhang stehenden Zwecke dienen.“ Die Regelung betraf fast ausschließlich deportierte Jüdinnen und Juden. VO − RMI, RMJ, RMF – RGBl. I, 722–724 (Walk, S. 357) |
| 4. November 1941   | Deportationen Abschiebungen von Juden: „Juden, die nicht in volkswirtschaftlich wichtigen Betrieben beschäftigt sind, werden in den nächsten Monaten in die Ostgebiete abgeschoben. Das Vermögen der abzuschiebenden Juden wird zugunsten des Deutschen Reichs eingezogen, außer 100 RM und 50 kg Gepäck je Person. Die abzuschiebenden Juden haben der Gestapo vorher ein Vermögensverzeichnis einzureichen“ Schreiben − o.A. (Walk, S. 355) |
| 13. November 1941  | Schreibmaschinen, Fahrräder, Fotoapparate und Ferngläser – Beschlagnahme Erfassung von Schreibmaschinen, Fahrräder, Photoapparaten und Ferngläsern: „Sämtliche in jüdischem Privatbesitz befindlichen Schreibmaschinen, Rechenmaschinen, Vervielfältigungsapparate, Fahrräder, Photoapparate und Ferngläser sind zu erfassen und abzuliefern.“ Vfg −RSHA (Walk, S. 355) |
| 12. Dezember 1941  | Telefonzellen – Verbot Verbot der Benutzung öffentlicher Fernsprechzellen durch Juden: „Juden, die in der Öffentlichkeit den Judenstern tragen müssen, ist die Benutzung öffentlicher Fernsprechzellen verboten.“ Erl − RSHA (Walk, S. 360) |
| 4. Januar 1942     | Winterkleidung – Beschlagnahme Sammelaktion für die Ostfront: „Juden, die in der Öffentlichkeit den Judenstern tragen müssen, haben bis zum 16.1.42 die in ihrem Besitz befindlichen Pelz- und Wollsachen sowie Skier, Ski- und Bergschuhe abzuliefern. (…) Vergütung wird nicht gewährt.“ Erl − RSHA (Walk, S. 362) |
| 14. Februar 1942   | Kuchenverkauf – Verbot Keine Kuchenabgabe an Juden und Polen: „In Bäckereien, Konditoreien usw. sind Schilder anzubringen, die darauf hinweisen, dass Kuchen an Juden und Polen nicht abgegeben werden.“ Vfg − Leiter der Parteikanzlei (Walk, S. 362) |
| 15. Februar 1942   | Haustiere – Verbot Juden dürfen keine Haustiere mehr halten. AnO – o.A. (Walk, S. 364) |
| 16. Februar 1942   | Öffentliche Verkehrsmittel – Verbot Ergänzung zur Polizeiverordnung über die Kennzeichnung der Juden vom 1.9.1941: „Die Benutzung der öffentlichen Verkehrmittel durch Juden ist aufs äußerste zu beschränken.“ RdErl − RSHA (Walk, S. 364) |
| 17. Februar 1942   | Bezug von Zeitungen – Verbot Zeitungsbezug durch Juden: „Juden sind von der Belieferung von Zeitungen, Zeitschriften, Gesetz- und Verordnungsblättern durch die Post, durch Verlage oder Straßenhändler ausgeschlossen.“ AnO − RSHA (Walk, S. 364) |
| 13. März 1942      | Judenstern an Wohnungen Kennzeichnung der Wohnungen von Juden: „Zur Verhinderung von Tarnungen werden Juden angewiesen, ihre Wohnungen mit einem schwarzen Judenstern an der Eingangstür zu kennzeichnen. “ Erl − RSHA (Walk, S. 366) |
| 12. Mai 1942       | Rauchwaren – Verbot „Raucherkarten: Juden erhalten keine Raucherkarte (zum Bezug von Tabakwaren): Ausnahmen gelten nur für Schwerkriegsbeschädigte und in ‚privilegierten Mischehen‘ lebende Juden.“ (zitiert nach Walk, S. 376) − Erl |
| 1. Juli 1942       | Schulen – Auflösung und Verbot Verbot und Auflösung jüdischer Schulen und der Beschulung jüdischer Kinder. RdErl − RMWiss (Walk, S. 379) |
| 18. September 1942 | Lebensmittel – Einschränkung Lebensmittelversorgung der Juden: „Die Versorgung von Juden mit Fleisch, Fleischprodukten, Eiern, Milch und anderen zugeteilten Lebensmitteln wird eingestellt. Lebensmittelrationen für jüdische Kinder werden gekürzt. Die Lebensmittelkarten von Juden werden besonders gekennzeichnet.“ Erl − RSHA (Walk, S. 387) |
| 9. Oktober 1942    | Kauf von Büchern – Verbot Kauf von Büchern: „Der Kauf von Büchern ist Juden nur bei der Abholung Buchvertrieb der Reichsvereinigung nach Maßgabe der dort vorhandenen Bestände, nicht aber in Buchhandlungen gestattet“ (zitiert nach Walk, S. 387) − AnO − RFSSuCdDP |
| 1. Juli 1943       | Entzug der ordentlichen Gerichtsbarkeit für Juden, Einzug des Vermögens nach dem Tode zugunsten des Reiches (i. e. Aberkennung eines bürgerlich-rechtlichen Erbrechts) Dreizehnte Verordnung zum Reichsbürgergesetz: „§ 1 (1) Strafbare Handlungen von Juden werden durch die Polizei geahndet. (…) § 2 (1) Nach dem Tode eines Juden verfällt sein Vermögen dem Reich.“ (RGBl. 1943 I, S. 372) − VO − RMI, RMF, RMJ |
| 16. Februar 1945   | Vernichtung von Akten Behandlung von Entjudungsakten: „Wenn der Abtransport von Akten, deren Gegenstand anti-jüdische Tätigkeiten sind, nicht möglich ist, sind sie zu vernichten, damit sie nicht dem Feind in die Hände fallen.“ (zitiert nach Walk, S. 406) − RdErl − RWM |